# Schafisheim
Schafisheim (schweizerdeutsch: Schòòfisse, ˈʃɔːfisːə) ist eine Einwohnergemeinde im Schweizer Kanton Aargau. Sie gehört zum Bezirk Lenzburg und liegt zwischen Lenzburg und dem Kantonshauptort Aarau.

## Geographie
Das Dorf am Rand der Ebene des Aabachs breitet sich am Ostfuss des 545 Meter hohen Lotten aus. Dieser Molassehügel bildet das nördliche Ende einer rund 30 Kilometer langen Hügelkette, die das Seetal vom Wynental trennt. Südlich des Lotten schliessen sich weitere bewaldete Hügel an, der Binzen (563 m ü. M.) und der Mertlenberg (581 m ü. M.); ein westlicher Ausläufer des Mertlenbergs ist der Salberg (556 m ü. M.).
Eine ehemalige Kiesgrube am Dorfrand wurde mit Wasser gefüllt und in ein Naturschutzgebiet mit zahlreichen bedrohten Tier- und Pflanzenarten umgewandelt. Etwas versetzt im Norden befinden sich der Ortsteil Talhard und daran anschliessend eine weitläufige Industrie- und Gewerbezone. Dieser Bereich ist vollständig mit der Bebauung von Hunzenschwil zusammengewachsen. Ganz im Südosten, am Fusse des Mertlenbergs, befindet sich der landwirtschaftlich geprägte Weiler Bettental (441 m ü. M.). In einem engen Seitental westlich der drei Hügel liegt der kleine Weiler Heuelmühle (416 m ü. M.).
Die Fläche des Gemeindegebiets beträgt 633 Hektaren, davon sind 261 Hektaren bewaldet und 144 Hektaren überbaut. Der höchste Punkt befindet sich auf 581 Metern auf dem Gipfel des Mertlenbergs, der tiefste auf 388 Metern im Länzertwald an der nördlichen Gemeindegrenze. Nachbargemeinden sind Rupperswil im Norden, Staufen im Osten, Seon im Südosten, Gränichen im Südwesten und Hunzenschwil im Westen.

## Geschichte
Funde von Urnen aus der Hallstattzeit zeugen von einer frühen Besiedlung der Gegend. Während der Zeit der Römer befand sich hier ein Gutshof. 1944 kamen bei Grabungen vier Ökonomiegebäude zum Vorschein, das Hauptgebäude ist noch unentdeckt. Gräber weisen auf die spätere Besiedlung durch die Alamannen hin.
Die erste urkundliche Erwähnung von Scafusa erfolgte an Ostern 1261. Der Ortsname stammt vom althochdeutschen (ze) scafhusun, was «bei den Schafställen» bedeutet. Im Mittelalter lag das Dorf im Herrschaftsbereich der Grafen von Lenzburg und später der Grafen von Kyburg. Nachdem letztere ausgestorben waren, übernahmen die Habsburger 1273 die Landesherrschaft und die Blutgerichtsbarkeit. Die niedere Gerichtsbarkeit war zunächst im Besitz des elsässischen Klosters Murbach und ging Ende des 13. Jahrhunderts an die Herren von Baldegg über. Nachdem die Burg der Baldegger im Sempacherkrieg von 1386 zerstört worden war, liessen sie wenige Jahre später das Schloss Schafisheim errichten.

Luftansicht (1954)

1415 eroberten die Eidgenossen den Aargau. Schafisheim gehörte nun zum Untertanengebiet der Stadt Bern, dem so genannten Berner Aargau. Im Jahr 1482 verkauften die Baldegger Schloss und Gerichtsherrschaft an die Hallwyler. Durch Abtausch mit Rechten in Rupperswil konnten diese 1521 ihren Einfluss noch ausdehnen. 1528 führten die Berner die Reformation ein. Nach dem Aussterben der Schafisheimer Linie der Hallwyler gelangte die Herrschaft Schafisheim 1736 in den Besitz von Samuel und Etienne Brutel, Nachkommen französischer Hugenotten, die aus Montpellier geflohen waren. Der Weiler Bettental war jahrhundertelang ein autonomer Steckhof und wurde 1751 Schafisheim angefügt.
Beim Franzoseneinfall im März 1798 entmachteten die Franzosen die «Gnädigen Herren» von Bern und riefen die Helvetische Republik aus, die 1803 aufgelöst wurde. Schafisheim gehört seither zum Kanton Aargau. Bis ins 20. Jahrhundert hinein war das Dorf landwirtschaftlich geprägt, wobei im 19. Jahrhundert Heimarbeit für die regionale Textilindustrie hinzukam. Die Indiennedruckerei der Gebrüder Brutel ging kurz vor 1800 ein, später arbeiteten viele Einwohner in auswärtigen Fabriken. Nach der Eröffnung der Autobahn im Jahr 1967 durchlief die Gemeinde eine rasante Entwicklung zum Industrie- und Dienstleistungsstandort. Seit 1950 hat sich die Bevölkerungszahl mehr als verdoppelt.

## Sehenswürdigkeiten

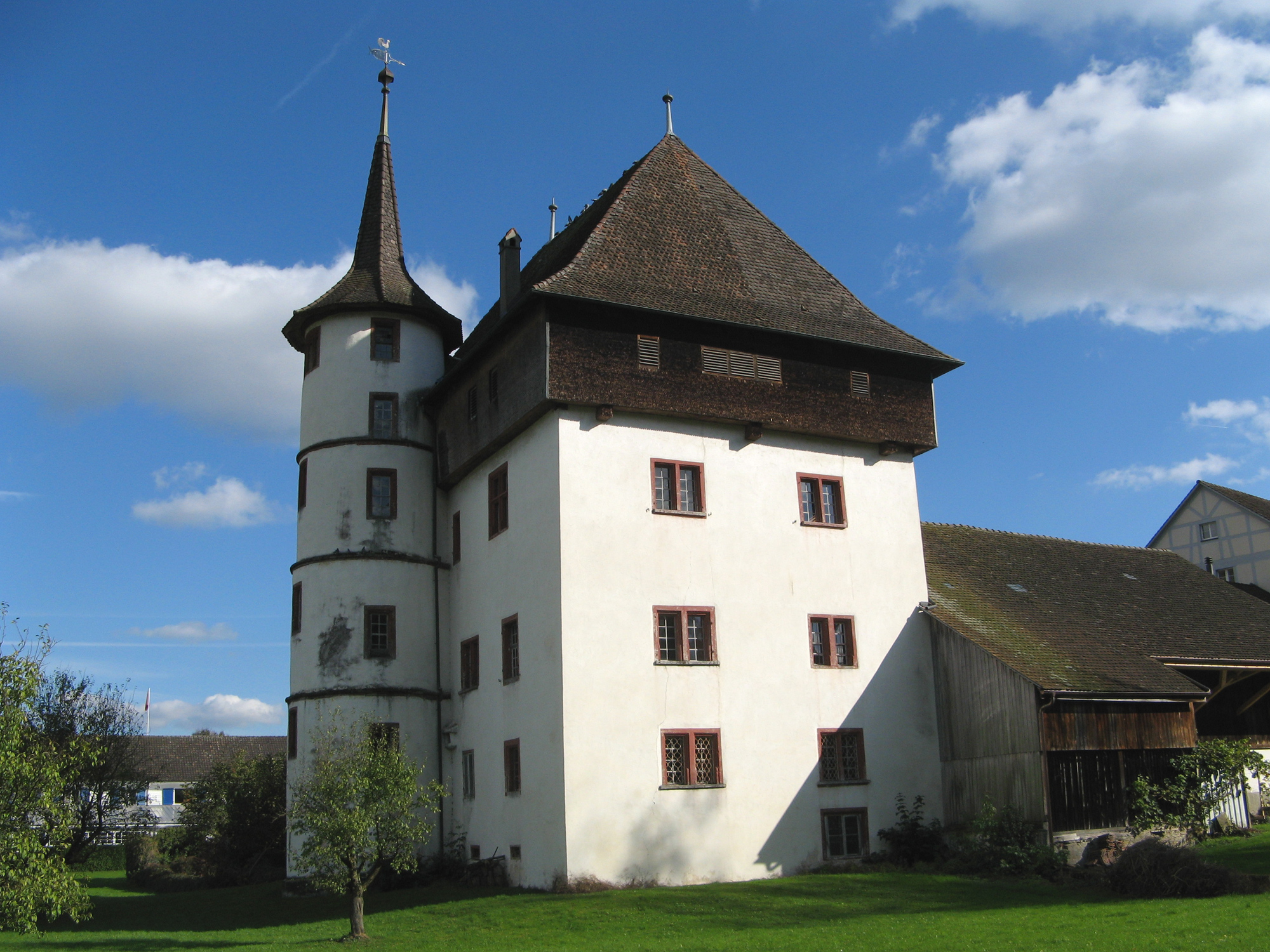
Schloss Schafisheim

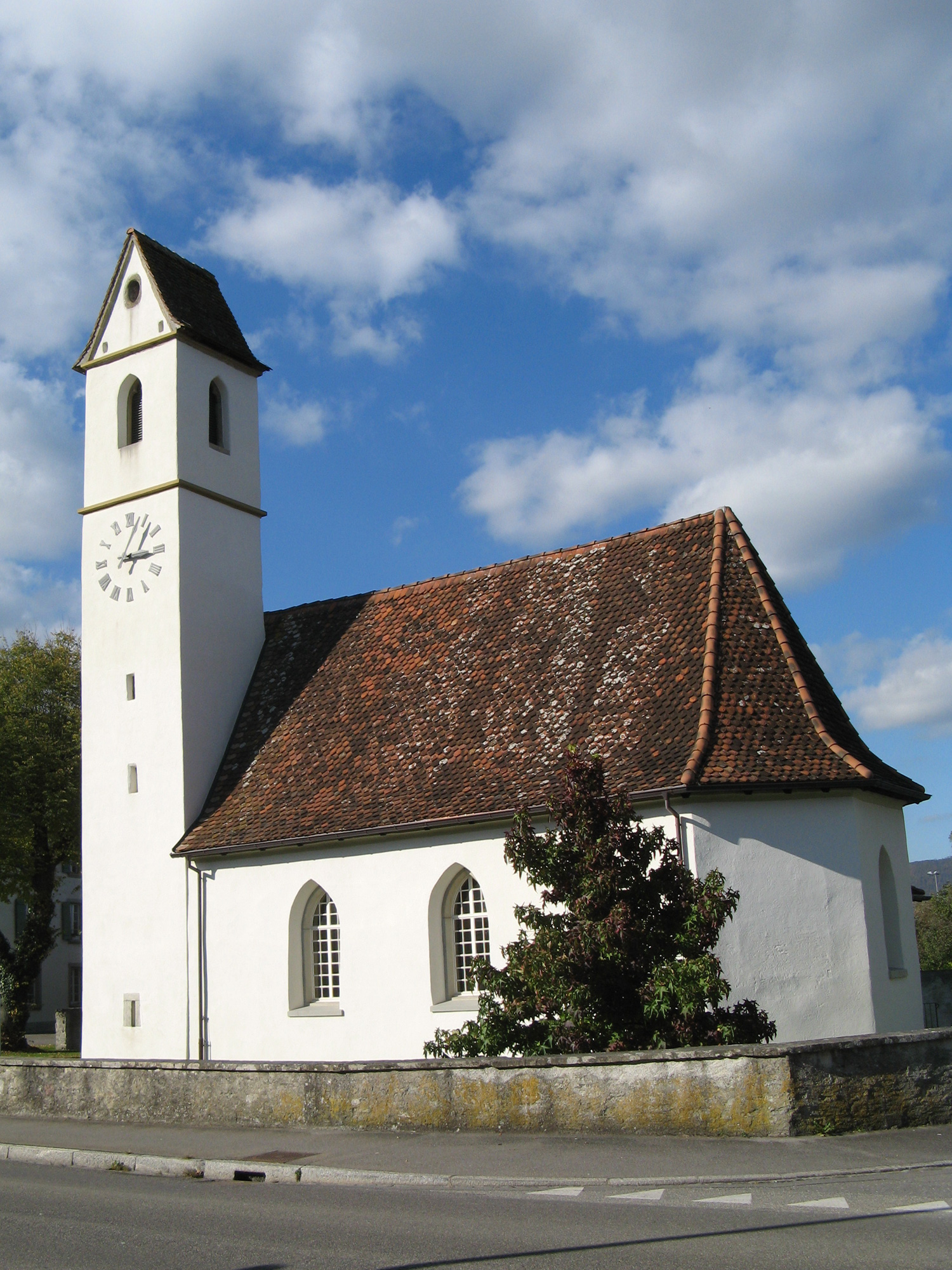
Reformierte Kirche

Im Dorfzentrum befindet sich das Schloss Schafisheim. Der massive vierstöckige Bau entstand ein paar Jahre nach dem Sempacherkrieg von 1386 und bildete das Zentrum der Gerichtsherrschaft Schafisheim. Die ältesten Teile der Bausubstanz stammen aus dem frühen 15. Jahrhundert, der markante Treppenturm wurde zu Beginn des 17. Jahrhunderts angebaut. Es ist der älteste Schlossbau des Aargaus, der von Anfang an nicht als Wehranlage, sondern als Wohnhaus konzipiert wurde.
Neben dem Schloss steht die Kirche Schafisheim, die 1360 als Filiale der Pfarrei Staufberg (auf dem gleichnamigen Hügel) erwähnt und 1498 komplett neu errichtet wurde. Nachdem der letzte private Schlossbesitzer die Kirche als Stall zweckentfremdet hatte, kaufte die Gemeinde 1850 das Gebäude und richtete es wieder her. Das Haus Urech an der Seetalstrasse ist ein spätbarockes Landhaus mit Mansarddach. Es wurde 1783 errichtet und ist wie das Schloss ein Kulturgut von nationaler Bedeutung.

## Wappen
Die Blasonierung des Gemeindewappens lautet: «In Rot schreitendes weisses Schaf.» Die Herkunft dieses redenden Wappens ist offensichtlich: Der althochdeutsche Ortsname scafhusun («bei den Schafställen»). Das Wappen erschien erstmals 1621 in einem Berner Wappenbuch, damals allerdings noch mit blauer Schildfarbe. Die Gemeindesiegel des 19. Jahrhunderts zeigen einen Widder, doch seit 1915 wird wieder das Schaf als Wappentier geführt.

## Bevölkerung
Die Einwohnerzahlen entwickelten sich wie folgt:
| Jahr      | 1764 | 1850 | 1900 | 1930 | 1950 | 1960 | 1970 | 1980 | 1990 | 2000 | 2010 | 2020 |
| Einwohner | 577  | 1068 | 868  | 1128 | 1383 | 1450 | 1710 | 1685 | 2052 | 2518 | 2779 | 3044 |

Am 31. Dezember 2023 lebten 3137 Menschen in Schafisheim, der Ausländeranteil betrug 21,1 %. Bei der Volkszählung 2015 bezeichneten sich 36,4 % als reformiert und 22,8 % als römisch-katholisch; 40,8 % waren konfessionslos oder gehörten anderen Glaubensrichtungen an. 90,7 % gaben bei der Volkszählung 2000 Deutsch als ihre Hauptsprache an, 2,7 % Italienisch, je 1,5 % Albanisch und Serbokroatisch und 1,0 % Türkisch.

## Politik und Recht
Die Versammlung der Stimmberechtigten, die Gemeindeversammlung, übt die Legislativgewalt aus. Ausführende Behörde ist der fünfköpfige Gemeinderat. Er wird im Majorzverfahren vom Volk gewählt, seine Amtsdauer beträgt vier Jahre. Der Gemeinderat führt und repräsentiert die Gemeinde. Dazu vollzieht er die Beschlüsse der Gemeindeversammlung und die Aufgaben, die ihm vom Kanton zugeteilt wurden. Für Rechtsstreitigkeiten ist in erster Instanz das Bezirksgericht Lenzburg zuständig. Schafisheim gehört zum Friedensrichterkreis XII (Seon).

## Wirtschaft
In Schafisheim gibt es gemäss der im Jahr 2015 erhobenen Statistik der Unternehmensstruktur (STATENT) rund 2400 Arbeitsplätze, davon 3 % in der Landwirtschaft, 26 % in der Industrie und 71 % im Dienstleistungsbereich. Aufgrund der besonders günstigen Verkehrslage gibt es mehrere grossflächige Logistikzentren (Coop Schweiz, Bell Food Group), Möbelhäuser (Conforama) und Lagerbetriebe. Ausserdem ist hier ein Unternehmen der Verpackungsbranche ansässig. Neben der Autobahn befindet sich das kantonale Strassenverkehrsamt. Zahlreiche Erwerbstätige sind Wegpendler und arbeiten in der näheren Umgebung, beispielsweise in Lenzburg oder Aarau.

## Verkehr
Schafisheim ist verkehrstechnisch hervorragend erschlossen. Das Dorf hat einen starken Durchgangsverkehrs, doch die Industrie- und Gewerbezone befindet sich unmittelbar neben der Hauptstrasse 1 von Zürich nach Bern und dem Anschluss Aarau-Ost der Autobahn A1. Von dort aus führt die vierspurige Schnellstrasse T5 nach Aarau. Der Anschluss an das Netz des öffentlichen Verkehrs erfolgt durch drei Buslinien der Gesellschaft Regionalbus Lenzburg, die vom Bahnhof Lenzburg aus über Schafisheim nach Bettwil, Rupperswil und Teufenthal führen. An Wochenenden verkehrt ein Nachtbus von Lenzburg über Schafisheim und Seengen nach Sarmenstorf.

## Bildung
Die Gemeinde verfügt über drei Kindergärten und zwei Schulhäuser, in denen die Primarschule unterrichtet wird. Die Realschule und die Sekundarschule können in Rupperswil oder Hunzenschwil besucht werden, die Bezirksschule in Lenzburg. Die nächstgelegenen Gymnasien sind die Alte Kantonsschule und die Neue Kantonsschule, beide in Aarau. Schafisheim ist Standort einer Rudolf-Steiner-Schule.

## Persönlichkeiten
- Jakob Baumann (1881–1942), Nationalrat
- Urs Berner (* 1944), Schriftsteller
- Rudolf Hausmann (1929–2022), Mediziner und Genetiker
- Marianne Wildi (* 1965), Bankmanagerin
- Manon Pfrunder (* 1988), Schauspielerin